# Turinyphia
Turinyphia là một chi nhện trong họ Linyphiidae.